# Bozsó János
Bozsó János (Kecskemét, 1922. december 27. – Kecskemét, 1998. december 14.) Munkácsy-díjas magyar festőművész, műgyűjtő és múzeumalapító.

## Életpályája, munkássága
Kecskeméten élt és alkotott.
Gyermekkorát egész életére kihatóan a szegény paraszti sors formálta.
1928 és 1934 között végezte Városföldön az elemi osztályokat, majd a hat elemi befejezése után az 1930-as években alkalmi fizikai munkákból élt.  
A II. világháborút is megjárta, harckocsivezetőként a Don-kanyartól Linzig sodorta a háború, ahonnan 1945 őszén térhetett haza – ekkor 23 éves. 
Hazatérése után műtermet rendezett be a rokonai házának a padlásán és művészpályára lépett. 1946 és 1948 között hatalmas szenvedéllyel, lázas kitartással vetette bele magát a munkába, noha festői ambícióit kevesen támogatták a környezetében. Autodidakta módon képezte magát.
Bár 1948-tól rendszeres résztvevője a helyi képzőművészeti tárlatoknak, az áttörést 1957-es esztendő hozta meg, ekkor nyílt ugyanis kiállítása a kecskeméti Katona József Múzeumban. Itt fedezte fel őt Pogány Ö. Gábor, a Nemzeti Galéria akkori igazgatója, aki meg is vásárolta négy képét a Galéria számára. Szintén 1957-ben történt, hogy műtermet alakíthatott ki a Klapka-házban, ami később múzeumként a műgyűjtőnek és gyűjteményének is otthont adott.
1960-ban önálló kiállítással mutatkozott be Budapesten, a Fényes Adolf Teremben, 1961-ben a Művészeti Alap tagjává választották – ezek után egymást követték önálló kiállításai itthon és külföldön. 
1978-ban beválogatták műveit a Magyar Nemzeti Galéria X. csoportkiállítására, „az expresszívebb művészi motiválás mai festőinek” kiállítására, ahol az egyik legfiatalabbként képei együtt szerepeltek Czóbel Béla, Frank Frigyes, Holló László műveivel.
Számos művésztelep (Tiszakécskei, Hartai, Veránkai, Keceli, Gemenci) alapító tagja volt és rendszeresen részt vett a megyei és az országos csoportkiállításokon (Bács-Kiskun Megyei Téli Tárlaton, Hódmezővásárhelyi Őszi Tárlaton, Kecskeméti Tavaszi Tárlaton és a művésztelepek csoportkiállításain).
1979-ben, 57 évesen fia született – „késői öröm”.
Az 1970-es évektől számos helyi és országos képzőművészeti díjjal ismerték el munkásságát.

## Bozsó Gyűjtemény
Festői indulásával párhuzamosan értékmentésbe is kezdett: ahogy csendéleteihez gyermekkorát idéző népi kerámiákat keresett, úgy látta, hogyan pusztulnak, kallódnak a már ritkaságnak számító népművészeti remekek. Miközben festette az Alföldet, járta a falvakat, tanyákat, és szinte minden porta padlásán, fészerében talált kidobásra ítélt kincseket – eleinte csupán egy polcot akart telerakni ezekkel a régiségekkel. De amint gyűjteménye gyarapodott, egyre jobb szemmel és tudatosabban gyűjtött, vásárolt vagy cserélte el egy-egy képét értékes magyar néprajzi, vagy európai iparművészeti tárgyra. 
Egyre növekvő, múzeummá érett kollekcióját 1976-ban „szeretett szülővárosának, Kecskemétnek” ajándékozta azzal a feltétellel, hogy a gyűjtemény autonómiája megmarad, és nem olvasztják be más gyűjteménybe. 
1979-ben a nagyközönség számára is megnyílt a Klapka-házban berendezett Bozsó Gyűjtemény.
Életművét és gyűjteményét az 1993-ban létrehozott Kecskemét Város – Bozsó Gyűjtemény Alapítvány gondozza. A Bozsó Gyűjteményt az alapítvány a művész eredeti elrendezésében őrzi és mutatja be, Bozsó János képeiből pedig rendszeresen időszaki kiállításokat rendez.
2011-ben Kecskemét város Bozsó János-díjat alapított az egyes művészeti ágakban kiemelkedő teljesítményt nyújtó művészeknek. 
2012-ben megújult és kibővült a Bozsó Gyűjteménynek otthont adó épületegyüttes, ezzel párhuzamosan itt nyert elhelyezést a Hanga Óragyűjtemény is.
A Bozsó Gyűjtemény 1500 m²-es kiállítóterével a régió legnagyobb látogatható magángyűjteménye. Állandó kiállításán a magyar népművészet és az európai iparművészet emlékei mellett egyházművészeti tárgyak és Bozsó János alkotásai láthatóak.

## Kiállításai (válogatás)

### Egyéni
- 1950, 1958, 1964, 1968, 1973 • Katona József Múzeum, Kecskemét
- 1959 • Móra Ferenc Múzeum, Szeged
- 1960 • Fényes Adolf Terem, Budapest (katalógussal)
- 1970, 1974 • Türr István Múzeum, Baja
- 1974 • Kiskun Múzeum, Kiskunfélegyháza
- 1983 • Gellért Szálló, Budapest
- 1986 • Művelődési Központ, Tiszakécske
- 1987 • Hatvani Galéria, Hatvan
- 1988 • Collegium Hungaricum, Bécs • Galerie van Almsick, Gronau-Epe (Nyugat-Németország)
- 1989 • Klapka-ház (gyűjteményes katalógussal), Kecskemét • Donauwörth
- 1990 • Tornyai János Múzeum, Hódmezővásárhely

### Csoportos
- 1958 • Alföld a festészetben, Antwerpen
- 1959 • Alföld a festészetben, Magyar Nemzeti Galéria, Budapest
- 1979 • A Magyar Nemzeti Galéria X. csoportkiállítása, Magyar Nemzeti Galéria, Budapest
- 1985 • Mezőgazdaság a képzőművészetben, Mezőgazdasági Múzeum, Budapest • Hatvani Tájképbiennálé, Hatvan.[7]

## Művei közgyűjteményekben
- Katona József Múzeum, Kecskemét;
- Magyar Nemzeti Galéria, Budapest;
- Tornyai János Múzeum, Hódmezővásárhely.

## Díjak, elismerések
- 1977: Bács-Kiskun megye művészeti díja; Bács-Kiskun megyei Téli Tárlat díja;
- 1978: Pro Urbe, Kecskemét;
- 1980: Szocialista Kultúráért;
- 1985: a Mezőgazdaság a képzőművészetben kiállítás különdíja, Mezőgazdasági Múzeum
- 1987: Munkácsy Mihály-díj
- 1990: a Hatvani Tájképbiennálé különdíja
- 1998: A Magyar Köztársasági Érdemrend kiskeresztje

## Bibliográfia
- Bozsó János - A természet műtermében. szerk.: dr. Lovas Dániel, Lektűr Bt., Kecskemét, 1997 ISBN 963 04 8283 5
- Bozsó János - Ecsetnyomok. szerk.: Csáky Lajos, Loránd Klára, Bozsó Gyűjtemény Alapítvány, Kecskemét, 2002 ISBN 963 204 689 7
- Bozsó János - Festőállvánnyal Európában. szerk.: Csáky Lajos, Loránd Klára, Bozsó Gyűjtemény Alapítvány, Kecskemét, 2003 ISBN 963 214 020 6
- Bozsó János - Virágok, kertek, szenvedélyek. szerk.: Csáky Lajos, Loránd Klára, Bozsó Gyűjtemény Alapítvány, Kecskemét, 2004 ISBN 963 214 020 6
- Bozsó Gyűjtemény. szerk.: Loránd Klára, Pócs Péter, Bozsó Gyűjtemény Alapítvány, Kecskemét, 2002 ISBN 963 009 333 2
- Loránd Klára, Walter Péter: Bozsó Gyűjtemény. szerk.: Csáky Lajos, Loránd Klára, Bozsó Gyűjtemény Alapítvány, Kecskemét, 2004 ISBN 963 214 708 1